# 2422 Perovskaya
2422 Perovskaya è un asteroide della fascia principale. Scoperto nel 1968, presenta un'orbita caratterizzata da un semiasse maggiore pari a 2,3282473 UA e da un'eccentricità di 0,1987349, inclinata di 6,40671° rispetto all'eclittica.